# Macroteleia lamba
Macroteleia lamba är en stekelart som beskrevs av Saraswat 1978. Macroteleia lamba ingår i släktet Macroteleia och familjen Scelionidae. Inga underarter finns listade i Catalogue of Life.